# Озеряни (Борщівська міська громада)
Озеря́ни — село в Україні, у Борщівській міській громаді Чортківського району Тернопільської області. Розташоване на півночі району. До 2020 центр сільської ради, якій було підпорядковане село Констанція. До Озерян приєднано хутір Борухи. Колишнє містечко.

## Географія
Село розташоване між річками Млинки і Драпана, на відстані 372 км від Києва, 77 км — від обласного центру міста Тернополя та 12 км від міста Борщів.

## Назва
Назва, ймовірно, походить від того, що поселення багате озерами.

## Історія
Поблизу Озерян виявлено археологічні пам'ятки трипільської і черняхівської культури, а також слов'янське поселення VIII ст.
1912 р. пожежа знищила багато будівель.
Під час першої світової війни зазнало значних руйнувань і в міжвоєнний період втратило статус міста.
Діяли «Просвіта», «Сокіл», «Сільський господар» та інші товариства, кооператив.
У листопаді 1918 року село увійшло до складу ЗУНР. Під час відступу УГА (травень-червень 1919 року; до початку Чортківської офензиви) в ході українсько-польської війни 1918—1919 років в селі розташовувалась команда (командування) II-го корпусу УГА. 1920 року в Озерянах перебували загони Симона Петлюри.
До 2-ї світ. війни в Озерянах були численні єврейські організації. Влітку 1942 німецькі нацисти розстріляли і відправили до таборів смерті багато євреїв.
Від кінця 1943 до лютого 1946 поблизу Озерян діяла підпільна друкарня УПА.
У 1940-1941, 1944-1959 роках село належало до Скала-Подільського району Тернопільської області. З ліквідацією району 1959 року увійшло до складу Борщівського району.
Від вересня 2015 до 20 листопада 2020 року — центр Озерянської сільської громади.
До 19 липня 2020 р. належало до Борщівського району.
З 20 листопада 2020 р. належить до Борщівської міської громади.

## Населення
За даними перепису населення 2001 року мовний склад населення села був таким:
| Мова       | Число осіб | Відсоток |
| ---------- | ---------- | -------- |
| українська |            | 99,02    |
| російська  |            | 0,31     |
| румунська  |            | 0,31     |
| вірменська |            | 0,21     |
| молдовська |            | 0,05     |

## Релігія

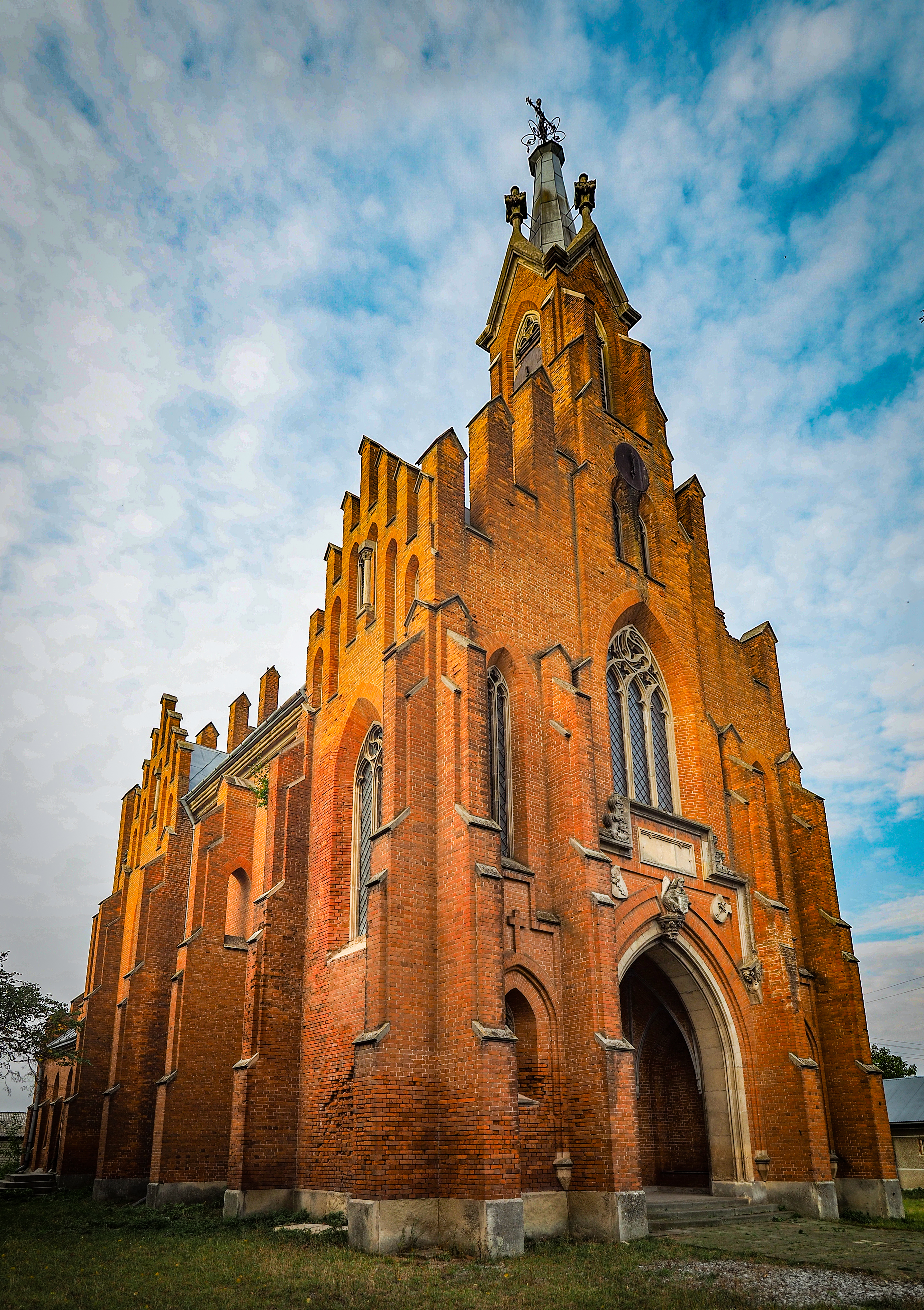
Неоготичний костел Св. Анни (1875 р.)

- церква Царя Христа (1937, архітектор Олександер Пежанський, УГКЦ)[9],
- неоготичний костел Святої Анни (1875, збудований князями Сапегами, архітектор Адольф Кун (Adolf Kuhn),
- дві каплички в пам'ять про жертви голодомору 1933 року та на честь 5-річчя незалежності України (1996, спорудив З. Чижишин), 2 «фігури»

## Пам'ятки
У центі села є залишки замку.

## Пам'ятники
- Братська могила воїнам РА (1944)
- Пам'ятник воїнам-односельцям, полеглим у німецько-радянській війні (1967)
- Пам'ятний хрест на честь скасування панщини (відновлено 1990)
- Символічна могила УСС (1989)
- Ботанічна пам'ятка природи місцевого значення Модрина європейська (6 дерев)

## Соціальна сфера
Працюють загальноосвітня школа І-ІІІ ступенів, Будинок культури, бібліотека, дільнична лікарня, 2 аптеки, відділення зв'язку, лісосклад, 8 торговельних закладів.

## Відомі люди

### Народилися
- Батринчук Марія — Лицар Срібного хреста заслуги УПА.
- Батринчук Теодор — провідник Чортківського окружного проводу ОУН
- Білинський Осип — громадсько-політичний діяч, суддя, комісара Тернопільського повіту ЗУНР
- Ґайовський Прокіп-Петро — громадський діяч
- Грицак Лев — діяч ОУН
- Дністрянський Северин — педагог
- Єленюк-Сулятицька Оксана — громадська діячка в діаспорі
- Костюк Марта — оперна співачка
- Курись Олег — український військовик, учасник російсько-української війни[10].
- Паюк Віктор — український есперантист, перекладач
- Татарнюк Михайло — громадсько-політичний діяч, меценат
- Татарнюк Ярослава — громадська діячка

- письменник, журналіст М. Тененблат
- лінгвіст М. Шульбойм
- драматург, співак А. Блюменфельд (Р. Роман).

## Галерея

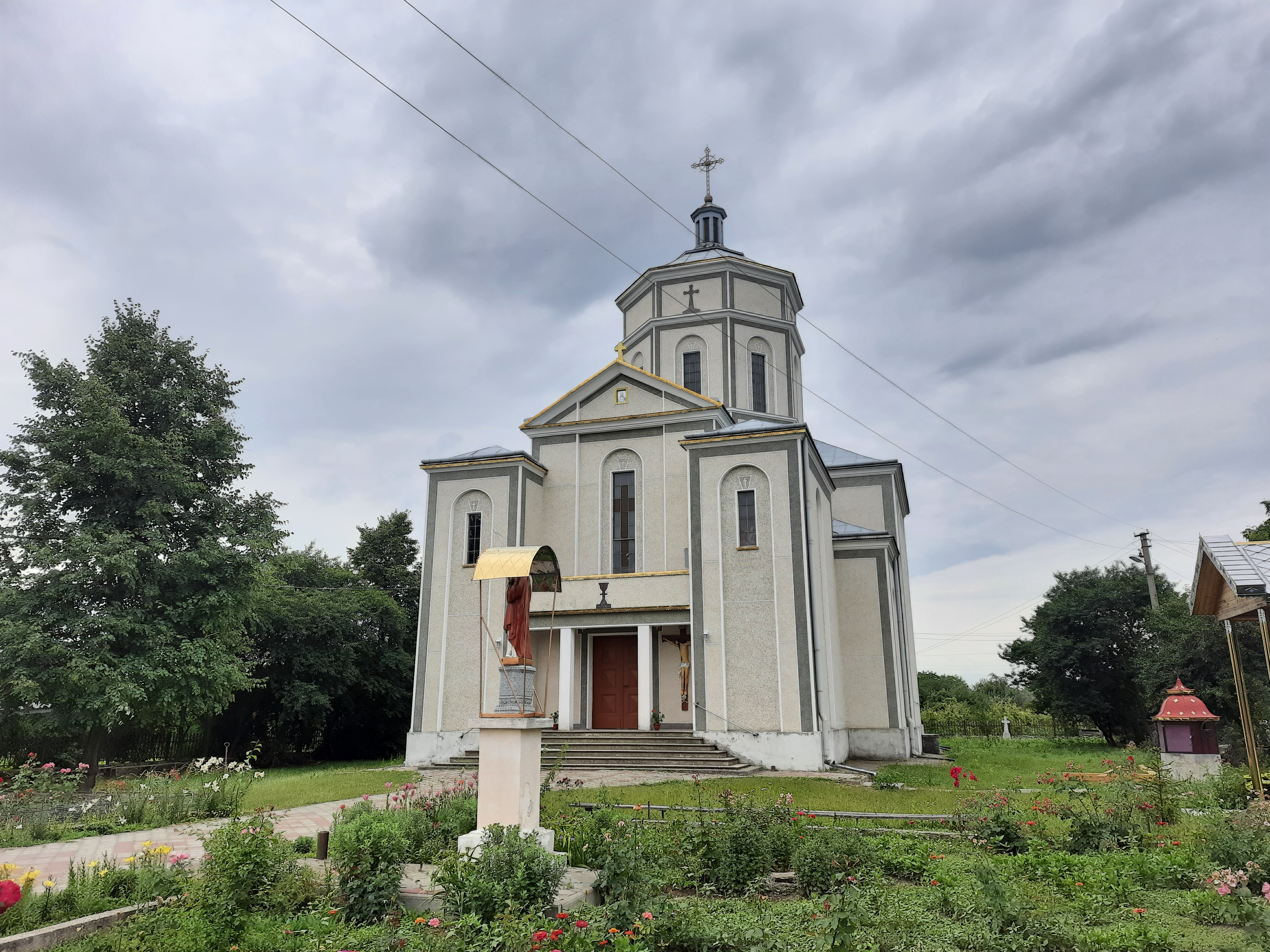
Церква Христа-Царя 1937р
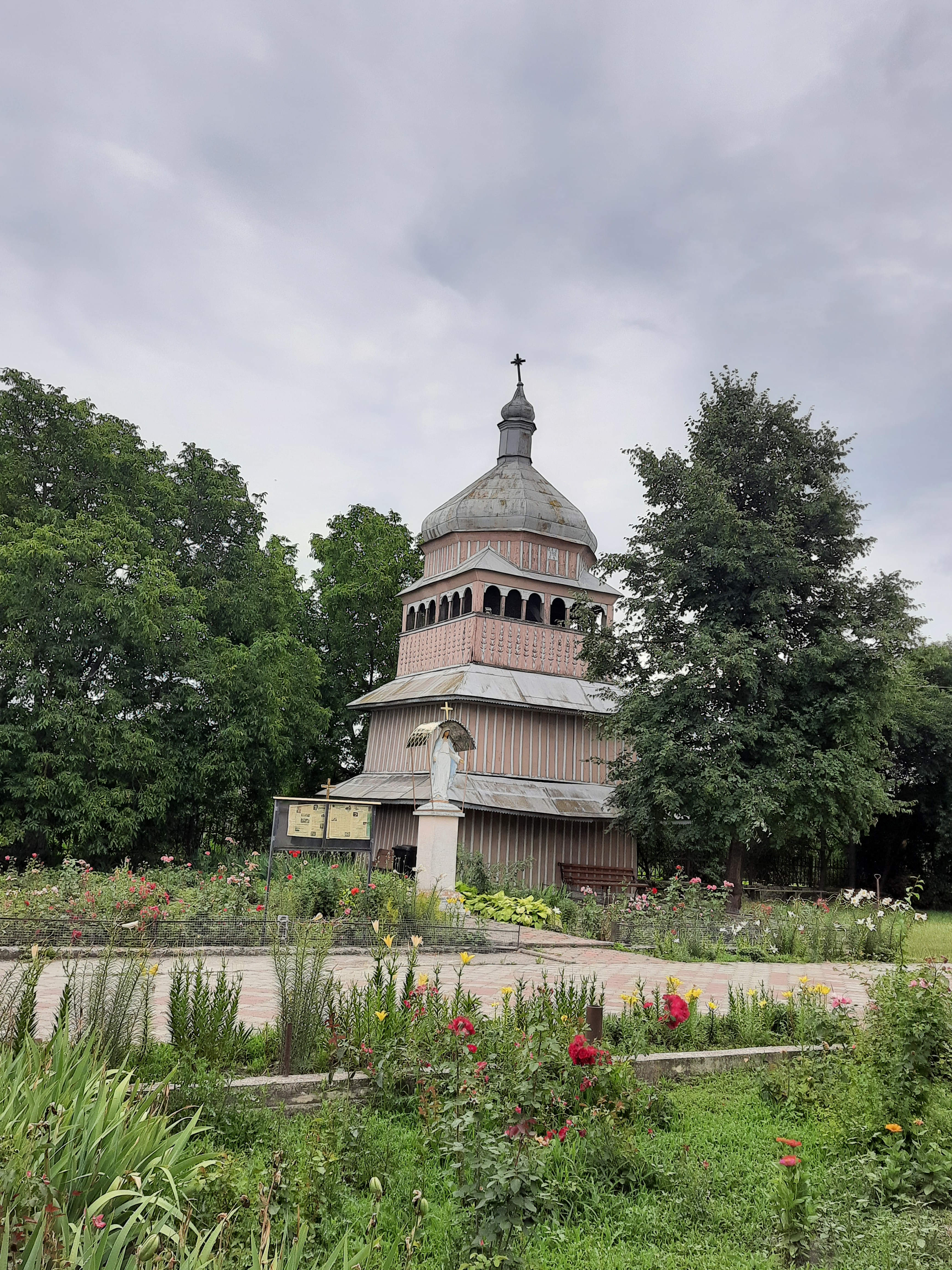
Дзвіниця церкви Христа-Царя
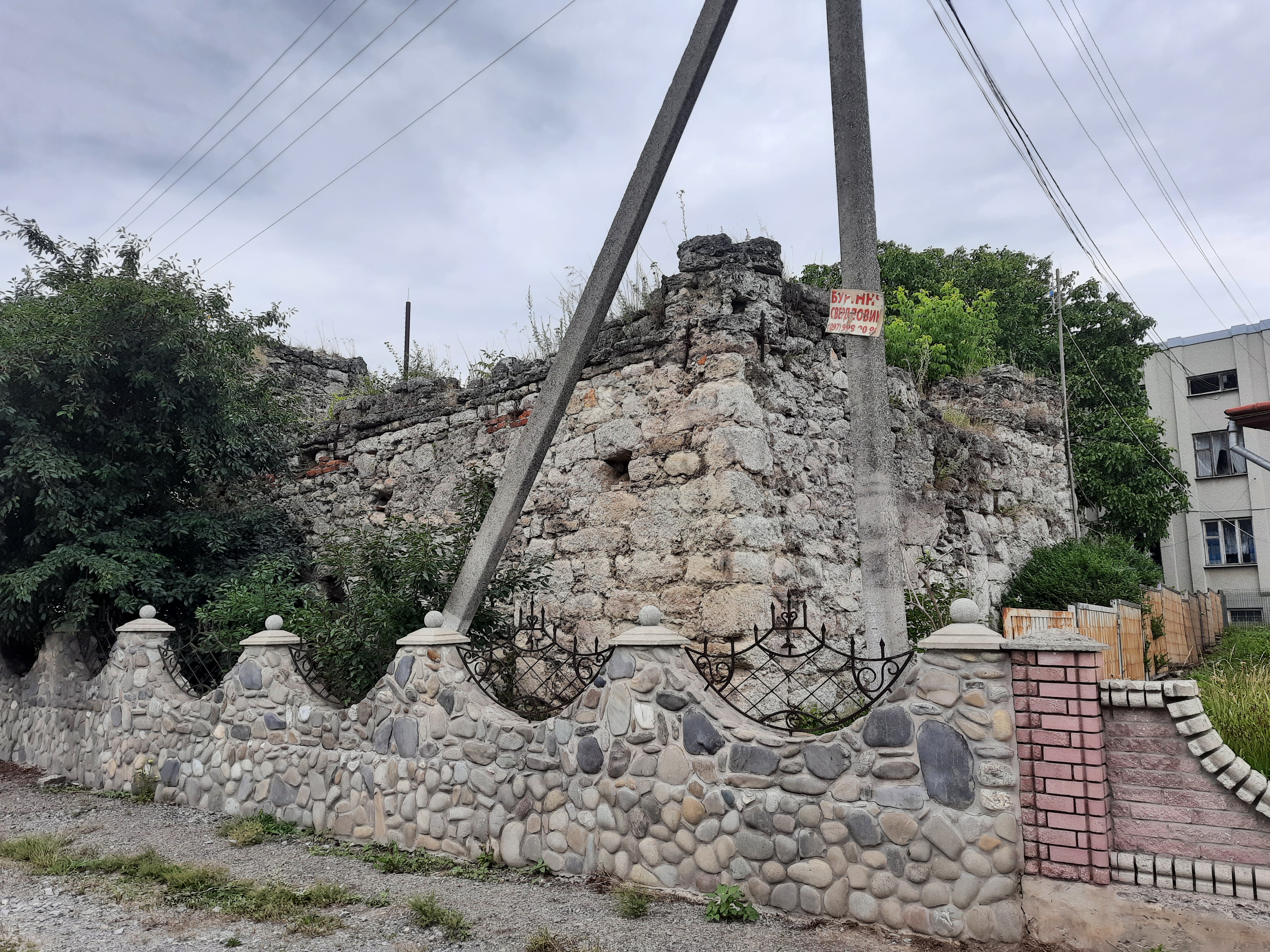
Залишки оборонної споруди в центрі села
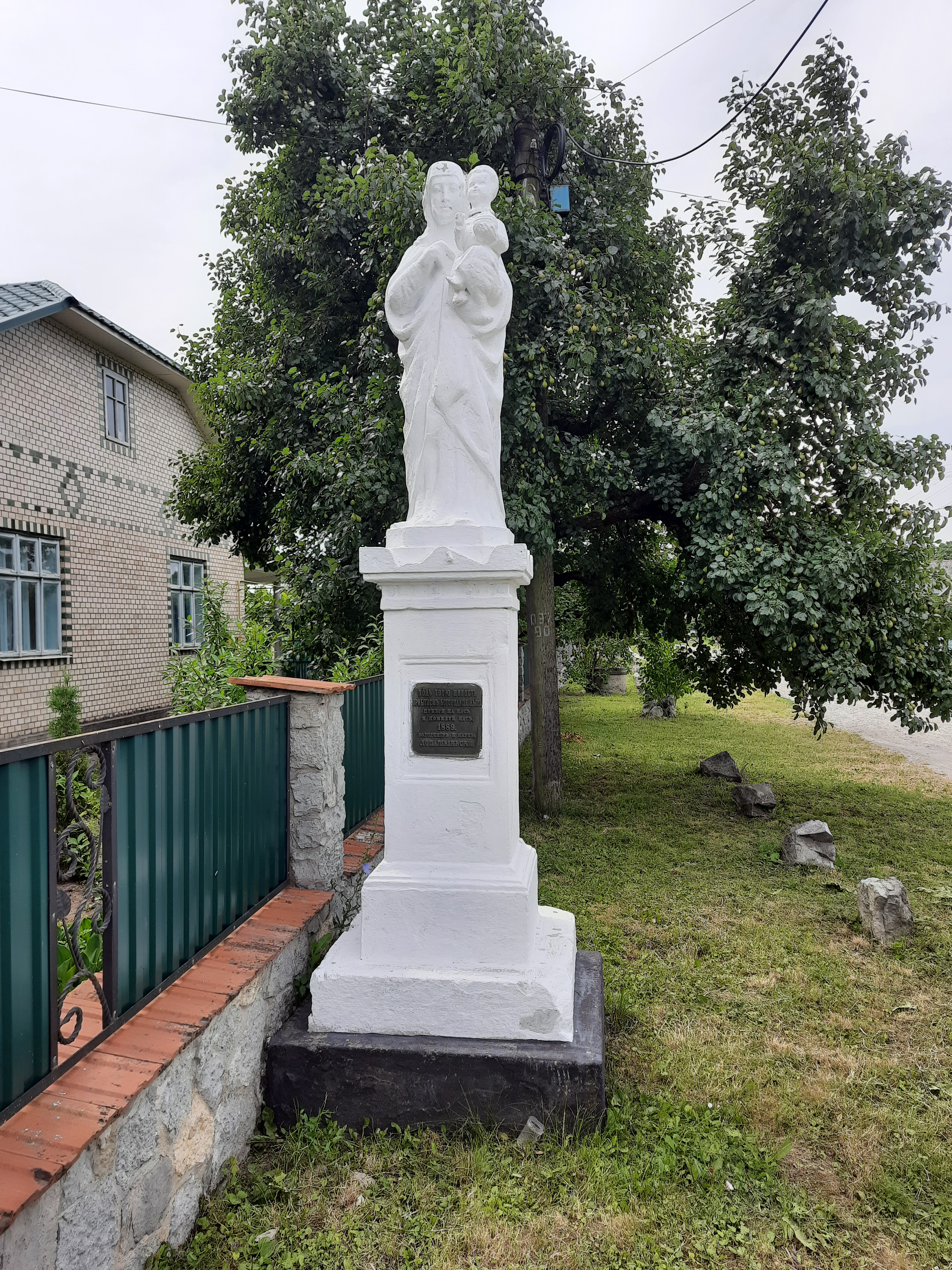
Статуя Божої Матері